# リンク・セオリー・ホールディングス
株式会社リンク・セオリー・ホールディングス（Link Theory Holdings Co., Ltd.）は、かつて存在した日本・アジアでセオリーブランドを展開する株式会社リンク・インターナショナルと、欧米でセオリーブランドを展開する中間持株会社のLink Theory Holdings(US)Inc.を傘下にもつ持株会社。株式会社ファーストリテイリングの完全子会社であった。2010年に株式会社リンク・インターナショナルに吸収合併され、存続会社である株式会社リンク・インターナショナルは、商号を株式会社リンク・セオリー・ジャパンに変更した。 

## 概説
1998年12月に、「株式会社リンク・インターナショナル」として設立。2003年、セオリーブランド買収の際に事業子会社「株式会社リンク・インターナショナル（2代目）」を新設し事業を移管したうえで、「株式会社リンク・ホールディングス」に社名変更して持株会社化。2005年2月1日には、現社名「株式会社リンク・セオリー・ホールディングス」に変更した。
セオリーの買収スキームについては、リンク・インターナショナルを参照。
2009年1月、32.32%（間接保有を含む）の株式を保有する株式会社ファーストリテイリングが株式公開買付け（TOB）を実施し完全子会社化することを発表。TOBと種類株式交付を経て、同年7月にファーストリテイリングの完全子会社となった。そして翌2010年には事業再編に踏み切った。まずセオリー社を含む海外事業会社を束ねる中間持株会社「Link Theory Holdings (US) Inc.」の全事業をファーストリテイリングの米国における中間持株会社「FAST RETAILING USA, Inc.（同年3月にUNIQLO USA, Inc.から商号変更）」に移管、Link Theory Holdings (US) Inc.は解散した。続いて6月1日付で子会社のリンク・インターナショナル（2代目）を存続会社とする合併を実施、当社は、孫会社で店舗運営会社の株式会社リンク・セールスコーポレーションとともに解散した。

## 関連会社

### 株式会社リンク・インターナショナル
- 商号 株式会社リンク・インターナショナル
- 本社所在地 東京都港区南青山五丁目4番35号
- 設立 2003年12月
- 事業内容 ライセンスブランド・自社ブランド・海外ブランドの企画・生産・販売・直営店の運営、飲食店の運営
- 代表者 代表取締役会長（CEO）畑誠
- 資本金 1000万円
- 株主 株式会社リンク・セオリー・ホールディングス（100%）

2010年6月1日付で当社と株式会社リンク・セールスコーポレーションを吸収合併し、「株式会社リンク・セオリー・ジャパン」に商号変更した。

### Link Theory Holdings (US) Inc
- 社名 Link Theory Holdings (US) Inc
- 本社所在地 1114 Avenue of the Americas, New York, New York 10036
- 設立 1999年8月
- 事業内容 米国及び欧州において自主ブランドの企画・生産・販売・直営店の運営会社を統括する持株会社
- 代表者 取締役会長兼Co-CEO 佐々木力、取締役社長兼Co-CEO Andrew Rosen
- 資本金 3561万2000USドル
- 株主 株式会社リンク・セオリー・ホールディングス（100%）

2010年春に全事業をFAST RETAILING USA, Inc.に移管、法人は解散した。